# Sociedad Belga de Profesores de Español

La Sociedad Belga de Profesores de Español (SBPE) (en neerlandés: Belgische Vereniging van Leraren van de Spaanse) (en francés: Société belge des professeurs d'espagnol) (en alemán: Belgische Gesellschaft für Spanischlehrer), es una organización de formación y capacitación de docentes o profesores de Bélgica, fundada en 1975 en Bruselas y encargada de la Enseñanza Secundaria del Sector Público y Estudiantil en el país. 
Estos son además los siguientes objetivos que cumple la asociación:
1. Reunir los profesores de español en Bélgica.
2. Organizar cursos, seminarios, congresos para el profesorado o personal docente.
3. Difundir el conocimiento del idioma español.

En Bélgica, el español es la cuarta lengua más estudiada en el conjunto de la enseñanza secundaria. Su alumnado es ampliamente superado en número por el de las lenguas cooficiales del país como el neerlandés y el francés, además del inglés y por el alemán (en las comunidades francesa y flamenca de Bélgica). En la educación superior belga, no existen estudios específicos para hispanistas. La Filología Española forma parte de los estudios de Románicas, estructurados alrededor de la Filología Francesa. Evidentemente, esto tiene consecuencias negativas para la formación de profesores de español. El español se imparte como asignatura en algunos estudios superiores no universitarios (secretariado, turismo, hostelería, estudios comerciales y escuelas de traductores e intérpretes), en las facultades de Filología Románica y en las carreras profesionales de economía. 